# Goldene Kamera 1993
Die Verleihung der Goldenen Kamera 1993 fand am 9. Februar 1994 im Konzerthaus am Gendarmenmarkt in Berlin statt. Es war die 29. Verleihung dieser Auszeichnung. Das Publikum wurde durch Günter Prinz, den Vorstandsvorsitzenden des Axel-Springer-Verlages, begrüßt. Die Verleihung der Preise sowie die Moderation übernahm Thomas Gottschalk. An der Veranstaltung nahmen etwa 900 Gäste teil. Die Verleihung wurde am 12. Februar 1994 um 20:15 Uhr im ZDF übertragen. Die Leser wählten in der Kategorie Bester Mehrteiler ihren Favoriten.

## Preisträger

### Beste Fernsehunterhaltung
- Alfred Biolek – Boulevard Bio

### Bester Mehrteiler
- Der große Bellheim (Hörzu-Leserwahl)
  - Mario Adorf (Schauspieler)
  - Hans Korte (Schauspieler)
  - Will Quadflieg (Schauspieler)
  - Heinz Schubert (Schauspieler)
  - Dieter Wedel (Regie)

### Beste Moderatorin
- Kristiane Backer – Bravo TV und MTV

### Beste Nachmittagstalkshow
- Hans Meiser – Hans Meiser

### Beste Nachwuchsschauspielerin
- Muriel Baumeister – Ein Haus in der Toscana und Schuld war nur der Bossa Nova (Lilli-Palmer-Gedächtniskamera)

### Bester Talkmaster
- Erich Böhme – Talk im Turm

### Bester Werbespot
- Toyota (Der Deutschland-Chef von Toyota, Toshio Miyaji, und Klaus-Jürgen Müller (Werber) nahmen die Auszeichnung entgegen)

### Beispielhafter Einsatz für Kinder in Not
- Witta Pohl

### Großartige Sportlerin
- Katarina Witt

### Witzigster Showmaster
- Harald Schmidt – MAZ ab!

### Auszeichnungen für internationale Gäste

#### Schauspielerin
- Catherine Deneuve – Meine liebste Jahreszeit
- Isabella Rossellini – Fearless – Jenseits der Angst

#### Bestes Album
- Phil Collins – Both Sides

#### Bester Regisseur
- Bernardo Bertolucci – Little Buddha und Der letzte Kaiser

#### Beste Sopranistin
- Montserrat Caballé – Eine Stimme mit Herz

#### Dokumentationen der Tierwelt
- Alan Root

## Sonstiges
- Erstmals wurde eine Goldene Kamera für einen Werbespot verliehen.